# Desena legislatura de les Illes Balears
La Desena legistatura de les Illes Balears fou la legislatura autonòmica de les Illes Balears que va començar el 20 de juny de 2019 amb la sessió constitutiva del Parlament de les Illes Balears, en què Vicenç Thomàs Mulet del PSIB fou elegit President del Parlament. El dia 27 de juny, Francina Armengol Socías del Partit Socialista fou elegida Presidenta del Govern amb 32 vots a favor, 24 en contra i 3 abstencions. Va finalitzar el 19 de juny de 2023.

## Eleccions
Nou formacions polítiques obtingueren representació al Parlament de les Illes Balears en la Desena Legislatura. 
| Candidatures | Candidatures                                       | Vots    | % Vot | Escons |
| ------------ | -------------------------------------------------- | ------- | ----- | ------ |
|              | Partit Socialista de les Illes Balears (PSIB-PSOE) | 117.480 | 27,37 | 19     |
|              | Partit Popular (PP)                                | 95.295  | 22,20 | 16     |
|              | Unides Podem (PODEMOS-EUIB)                        | 41.824  | 9,74  | 6      |
|              | Ciudadanos (C's)                                   | 42.519  | 9,9   | 5      |
|              | MÉS per Mallorca (MÉS)                             | 39.415  | 9,18  | 4      |
|              | Vox-Actua Baleares (VOX-BALEARES)                  | 34.871  | 8,12  | 3      |
|              | Proposta per les Illes (El PI)                     | 31.348  | 7,3   | 3      |
|              | Més per Menorca (MxMe)                             | 6.058   | 1,41  | 2      |
|              | Gent per Formentera+PSOE+EUIB (GxF+PSIB-PSOE+EUIB) | 2.036   | 0,47  | 1      |

## Elecció de la presidenta
| Candidat                             | Data                                                   | Vot   |    |    |   |   |   |   |   |   | GxF | Total   |
| ------------------------------------ | ------------------------------------------------------ | ----- | -- | -- | - | - | - | - | - | - | --- | ------- |
| Francina Armengol Socías (PSIB-PSOE) | 27 de juny de 2019 Majoria absoluta necessària (30/59) | Sí    | 19 |    | 6 |   | 4 |   |   | 2 | 1   | 32 / 59 |
| Francina Armengol Socías (PSIB-PSOE) | 27 de juny de 2019 Majoria absoluta necessària (30/59) | No    |    | 16 |   | 5 |   | 3 |   |   |     | 24 / 59 |
| Francina Armengol Socías (PSIB-PSOE) | 27 de juny de 2019 Majoria absoluta necessària (30/59) | Abst. |    |    |   |   |   |   | 3 |   |     | 3 / 59  |

## Govern
En aquesta legislatura el Govern de les Illes Balears es un govern de coalició en minoria format pel Partit Socialista, Unides Podem i MÉS per Mallorca. L'executiu està encapçalat per Francina Armengol ocupant el càrrec de Presidenta del Govern, que comptarà amb un consell de govern compost d'onze conselleries de les quals 7 seràn gestionades pel PSIB, dues per Podem i dues per MÉS.